# Fuggerweiher
Der Fuggerweiher ist ein etwa 4 ha großer Weiher bei Markt Babenhausen im Landkreis Unterallgäu in Bayern. Der See wird auch Ghagweiher genannt.

## Beschreibung
Der Weiher liegt südöstlich neben der Bundesstraße 300, die aus Winterrieden kommend hier aus dessen linken Randhügeln ins flache Günztal austritt und den südwestlichen Ortseingang Babenhausens erreicht. Er entstand durch Aufstauung des Auerbaches, der etwa 1,3 km weiter bachabwärts im Marktdorf von links in die Günz mündet. Der ungefähr dreieckige Weiher ist etwa 260 m lang, etwa 230 m breit und hat eine Wasserfläche von etwas über 4 ha. Vor allem im Einlaufbereich des Auerbachs im Südwesten sowie am linken Ufer säumen Riedzonen den See; am Südufer grenzt unmittelbar der Hügelwald des Kreuzlesbergs an.

## Tourismus und Freizeit
Am Ufer des Weihers gibt es einen Jugendzeltplatz für einhundert Personen und zwei Jugendübernachtungshäuser in der Trägerschaft des Kreisjugendringes Unterallgäu. Die Jugendübernachtungshäuser haben eine Kapazität von vierunddreißig Betten, aufgeteilt in acht Schlafräume. Dazu kommt in jedem Haus je ein Gruppenraum und Speisesaal hinzu.

## Fischarten
Alle drei Jahre, nach dem Abfischen, wird der Weiher wieder mit Hechten bestückt. An sonstigen Fischarten finden sich im Weiher:
- Schleie
- Karpfen
- Barsch
- Rotauge
- Rotfeder